# 名越康貴
名越 康貴（なごし やすたか、9月18日）は、日本の声優、俳優、ナレーター。大阪府出身。フリー。

## 略歴
アプトプロ付属養成所4期生出身。

## 人物
特技は歌、口笛。趣味はアイスクリーム探し。

## 出演

### 俳優
スキート・ウールリッチ
- ツイスター　スーパー・ストーム　（ロイ）

映画（吹き替え）
- ダーク・ナイト ー聖なる剣ー　（呼び覚ます者）
- ダークネスマン　（アレクセイ）
- インデムニティ　陰謀の国家（マルケス）
- わんぱく戦争（デジタルリマスター版（森の案内人）
- ザ・パラサイト 寄生する獣 （フランク）
- サンダーストーム特殊捜査班（チュイ）
- レイダース欧州攻略（鋼の体）
- ブラックマーク核戦争の危機（スケイズ）
- ファースト・タイム　素敵な恋の始め方　（高校生）

ボイスオーバー
- Wild Wild Country（レス・ザイツ）

海外アニメ
- スパイキッズとくべつミッション（スワンプ兵士）

| スタブアイコン | サブスタブ | この項目は、まだ閲覧者の調べものの参照としては役立たない、声優（ナレーターを含む）に関連した書きかけの項目です。この項目を加筆・訂正などしてくださる協力者を求めています（P:アニメ/PJ:芸能人）。 |